# 一党优势制
一党优势制（英語：或），又称一黨優勢制，是形容一個國家由某政黨透過直接選舉制度下，長期勝出而得以達到穩固執政之政局情境。通常發生在共和制的開發中國家。此種政黨通常在立法機關（國會）中連續數次取得大多數議席，又或贏得總統選舉。
雖然一黨獨大制與一党执政在结果上有某些類似特徵，但絕不應被混淆。然而，選舉式威權國家能打擊最大在野黨，保留花瓶政黨與執政黨一同參與選舉，營造一黨優勢制形象，以免一黨專政形象過於明顯。一般而言，一黨獨大制可以產生於完全民主、部份民主國家、混合政權或專制政權，在攸關政權的中央選舉中會有數個政黨角逐權力及議席，但選舉結果卻是由一個大政黨勝選，長期壟斷執政權。此外一黨多元制，也被視為一党优势制的變體。

## 简介
一党优势制政权使用制度渠道而不是镇压来影响民众。主要有以下方法：
- 政权通过土地改革、扶贫、公共卫生、住房、教育和就业计划的强制分配来控制公民和经济精英。[3]此外，还向获胜联盟分配私人物品，以维持权力。[4]向获胜联盟提供私人物品也可以防止内部冲突。[5]
- 政权利用教育系统来教导和维护合法性，通过教师的招募、纪律和培训允许专制政府控制教师实现其目标，即培养年轻人的服从性。[6]
- 政权保持控制的另一种方式是举办选举，尽管不是公平的选举，但选举本身可以让公民感到他们拥有一定的控制权和政治出路。[7]
- 政权还可以通过国际合作，通过支持和获得其他类似政府的支持，特别是经济支持，加强本国的统治。[8]

## 例子

### 亞洲
- 日本：日本的自由民主黨1955年成立以後，除了1993至1994年及2009至2012年外，一直維持執政地位。因為長期執政的因素，大部分的黨魁兼任過日本首相，該黨黨魁總裁因而有「總理總裁」的稱呼。在第二次世界大戰後，日本經濟開始起飛，使自民黨長期為執政黨，日本社會黨為最大在野黨，這穩定的兩黨制政治被稱為「五五年體制」。直至1993年大選之後，自民黨在眾議院失去過半席次，雖然仍是國會最大黨，但因除日本共產黨外的政黨成功組成執政聯盟，因而令自民黨短暫成為在野黨，「五五年體制」才終結。眾議院採行小選舉區與比例代表並行的選制：60%的議席由各都道府縣下劃分的小選區制選出；其餘40%的議席則由全國各比例代表選區所產生[註 2]。自民黨在下野後均能很快重拾勢力東山再起，然後再度長期的執政。而曾經把自民黨趕下台的政黨，都逃不了分崩離析的衰亡命運，1993年的社會黨；2009年的民主黨；民主黨在2012年大選中遭遇毀滅性的慘敗[9]，致使日本重新回到自民黨一黨獨大的狀態。民主黨此後改組為民進黨[10]，其後再次分裂為偏左的立憲民主黨與偏右的國民民主黨[11][12]。
- 中華民國：1925年7月1日國民政府在廣州成立。1925年11月23日，中國國民黨在北京西山碧雲寺召開的「國民黨一屆四中全會」，並通過決議宣布中國共產黨非法。1927年4月18日，國民黨於南京成立國民政府，蔣中正在四一二事件後施行清党，全面實行一黨制及軍事獨裁統治。1931年5月南京国民会议召开展現國民黨「以黨領政」的一党政治体制初步形成。第二次国共内战时期，國民政府施行動員戡亂時期臨時條款及台湾省戒严令。中華民國政府中國國民黨率政府播迁台灣後，依據《中華民國憲法》允許三個合法政黨存在，故當時仍為一黨獨大，对民间政治活动（包括党外运动等非中國國民黨人士）則多采取压制方式。1987年戒严令解除后，正式开放党禁，并允许公民自由组党，1987年解嚴後，中國國民黨仍為一黨獨大，在國會及省縣市區鄉議會維持多數地位。1996年，中華民國首次直接民選總統，由中國國民黨籍的李連配當選。1997年，民主進步黨贏得多數縣市長席次。2000年，在中國國民黨分裂的情況下，民進黨派出的扁呂配代表所屬政黨首次贏得總統大選，國民黨也首次在野，第一次實現了和平的政黨輪替。中華民國演變成由國民黨和民進黨輪流執政的兩黨制之局面。2008年，中國國民黨再次贏得總統選舉及立法委員選舉，重返執政。2016年，民進黨贏得總統及立法委員選舉，在立法院取得68席，民進黨席次首次超越半數。現今的台灣政治仍為兩黨制型態。
- 香港：建制派（親中派）政黨在1997年7月1日香港回歸後，在香港立法會通過功能界別等选举制度，長期維持議會過半數優勢。當中民建聯更一直是立法會最大的政黨。自2021年中国中央政府强制对香港施行“政治制度改革”（史稱「311決定」）後，泛民主派基本上在資格審查階段已被篩走，香港進入一派獨大的時代。
- 澳門：建制派（親中派、左派）社團組織在1999年12月20日澳門回歸後，在澳門立法會通過社團間選和官方委任，長期維持議會絕對多數優勢。
- ：1948年大韩民国成立后，反共保守派執政黨一直執政。1951年起，李承晚领导的自由党一党独大，1960年李承晚在四一九革命下台，在野民主黨短暫執政。之后朴正熙于1961年5月16日发动5·16军事政变，实行军政府獨裁统治，1963年朴正熙「归还民政」，建立民主共和党，轉為一党独大的獨裁体制。1979年朴正熙遇剌身亡，全斗煥其後籍「雙十二政變」取得軍隊的控制權。1980年光州事件后，全斗煥再次建立军政府的獨裁统治，建立民主正義黨的一党独大体制，直到1987年六月民主運動，卢泰愚发表“6.29”宣言，改总统选举为全民直选，韩国長達四十年的一党独大獨裁体制才告终结，实现了政治民主化。惟其後保守派政黨繼續控制國會。1997年，在野的金大中贏得總統大選，第一次實現了和平的政黨輪替，结束保守派長達五十年的統治。韓國演變成由自由派和保守派政黨輪流執政的兩黨制之局面。保守派仍控制國會至2004年。2007年，在野的李明博贏得總統大選，第二次實現了和平的政黨輪替，结束自由派十年的統治。2008年保守派控制國會。2016年，在野的共同民主黨取得國會控制權。2017年，在野的文在寅贏得總統大選，第三次實現了和平的政黨輪替。2022年，在野的尹锡悦贏得總統大選，第四次實現了和平的政黨輪替。2025年，在野的李在明贏得總統大選，第五次實現了和平的政黨輪替。
- 越南共和国：1955年至1963年由吳廷琰領導下的人民勞動革命黨曾實施威權統治直至因為佛教徒危機所引發的暴亂所衍生出的軍事政變發生而被推翻為止，爾後南越進入軍事專政時期，政局長期不穩。1968年阮文紹將軍成立國家社會民主陣線作為執政黨直至1975年春祿戰役後逃亡海外。最後南越被北越統一，政權瓦解。
- 马来西亚：馬來西亞自1957年獨立建國以來，以巫統為首的國民陣線及其前身聯盟一直是馬來西亞的執政黨聯盟。2008年馬來西亞大選，國陣執政五十年首次失去三分之二多數的議席，三個主要反對黨組成人民聯盟（現改組為希望聯盟），成功取得多個重要州份的控制權。但國陣仍一黨獨大。到了2018年马来西亚大选，希望聯盟在前巫統暨國陣領導人马哈迪·莫哈末領導下成功取得下議院過半的國会議席，結束國陣61年執政，實現了和平的政黨輪替并组成希盟政府。但到了2020年2月29日，在经历了一场政治风暴后，马来西亚最高元首宣布由国民联盟推举的慕尤丁出任第八任首相。和国阵联合的国民联盟再一次成为了执政党。后来，到了2022年马来西亚大选竞选期间，国民阵线、国民联盟和希望联盟分开竞选。最终，大选成绩出炉时，希望联盟拿下82席、国民联盟拿下74席、国民阵线拿下30席、砂拉越政党联盟拿下22席、以及沙巴人民联盟拿下6席。但是没有政党联盟获得112席简单多数门槛得以执政。在经过几轮的谈判后，最高元首认定希望联盟主席拿督斯里安华·依布拉欣得到大多数国会议员支持得以担任第十任首相。除了国民联盟的国会议员外，所有胜出的国会议员和政党都加入了团结政府。马来西亚的一党独大时代正式结束。
- 新加坡：新加坡自1965年8月9日獨立建國以來，人民行動黨迄今一直是新加坡的執政黨。憑籍選舉制度，該黨在國會中一直擁有九成以上之席次。[13]
- 印度：印度自1947年脫離英國獨立以來，印度国民大会党長期維持執政地位。直至2014年一直長期是印度的執政黨，期間只在1977－1980年，1989－1991年，1996－2004年和2014年至今失去執政權。[14]印度人民黨2014年起為執政黨迄今。
- 巴基斯坦：1947年以來，巴基斯坦民選及軍政府多數由全印度穆斯林聯盟掌權。巴基斯坦獨立以後，該黨領袖真納組建了第一屆政府，自1950年代以來，隨著軍人政變的頻發，該黨分裂成若干派別。巴基斯坦人民黨在1971年成為執政黨及開始一黨獨大。1976年穆斯林聯盟重整旗鼓，1977年發動軍事政變再次掌權。1979年議會選舉中贏得14席，之後漸漸淡出人們的視線而無所作為。1990年代，穆盟領導人納瓦茲·謝里夫曾兩次當選巴基斯坦民選總理，1999年被穆沙拉夫以軍事政變手段推翻。穆沙拉夫領導的軍政府透過扶立穆盟的領袖派掌權。2008年大選，穆盟謝派成為反對黨。2013年，穆盟謝派擊敗巴基斯坦人民黨再次執政。2018年巴基斯坦大選之後，第三大政黨巴基斯坦正義運動獲得執政，結束該國長達幾十年穆盟（謝派）及巴基斯坦人民黨把持政權的局面。
- ：孟加拉人民聯盟、孟加拉國民族主义黨及民族黨曾經相繼輪流於國會一黨獨大，目前孟加拉国由人民聯盟一黨獨大執政。
- 斯里蘭卡：統一國民黨作為執政黨或執政聯盟，曾在1947年到1956年、1965年到1970年、1977年到1994年組閣，執政長達33年。1978年到1994年的斯里蘭卡總統也全是統一國民黨黨籍。2004年至2015年由斯里蘭卡自由黨聯盟政府執政，但被指控日益專制濫權導致2015年敗選下台。統一國民黨重新執政，2019年敗選下台。斯里蘭卡自由黨聯盟重新執政。
- 泰國：泰國長年由軍政府執政，故軍事政變頻繁，在鑾披汶·頌堪、沙立·他那叻與他儂·吉滴卡宗時代，當局為了粉飾民主，因而短暫成立由軍政府成員組織的諸如瑪蘭卡西自由黨、泰國國家社會黨、泰國聯合人民黨等政黨一黨執政，這類的政黨通常在階段性任務結束後即解散。塔克辛·欽那瓦執政後，泰愛泰黨及其後繼組織人民力量黨與為泰黨相繼為泰國國會最大政黨直至今日。
- 緬甸：反法西斯人民自由同盟是1946年至1962年間緬甸的一黨獨大執政黨，1962年緬甸政變之後是奈温的一黨制緬甸社會主義綱領黨。1988年起緬甸進入軍政府時期，由軍人丹瑞組織國家和平與發展委員會執政，2010年改組註冊為聯邦鞏固與發展黨並於隔年由總理登盛繼任，以文官身份聯合憲法所規定的國會四分之一席軍人議員繼續執政，直至2015年缅甸议会选举敗於全國民主聯盟，由全民盟一黨獨大。2021年緬甸政變，敏昂萊領導軍政府成立國家領導委員會，重新開啟軍事專政。
- 柬埔寨：1946年至1955年間的柬埔寨民主黨，1970年以前柬埔寨的人民社會同盟及高棉共和國時期由朗諾領導的社會共和黨（英语：Social Republican Party）曾經長期執政。1979年初迄今，柬埔寨人民黨是柬埔寨的執政黨。2017年起洪森取締反對黨後，開始一黨制。
- 菲律賓：菲律賓國民黨及新社會運動黨（英语：Kilusang Bagong Lipunan）在馬可仕政權之下於1965年至1986年間一黨執政。
- 印度尼西亞：專業集團黨在蘇哈托總統領導下執政超過32年，在民主化後，2004年起加入執政聯盟。
- 以色列：工黨在以色列於1948年立國以來即佔據執政優勢，1948－1977年，1984－1990年，1992－1996年，1999－2002年及2006－2009年，工黨是以色列的執政黨及聯盟成員，過去曾執政長達45年。利库德党則自1977年起長期為執政黨迄今，中途僅在1992－1996年、1999－2001年及2006－2009年在野。
- 伊拉克：1968年伊拉克阿拉伯復興社會黨获取政權。1979年薩達姆上台之後，實行獨裁統治，直到2003年在伊拉克戰爭中被以美國為首的聯軍推翻為止。
- 叙利亚：1963年叙利亚阿拉伯复兴社会党發動軍事政變获取政權，1970年阿薩德發動糾正運動后成為唯一合法政黨，2011年始解除全國黨禁，但維持一黨制直到2024年在叙利亚内战中被推翻為止。
- 葉門：全國人民大會黨於1982年由薩利赫總統成立並召開第一次全國代表大會開始對葉門的統治，直到2015年被胡塞运动在内战中推翻為止。現任主席為拉沙德·阿利米。
- ：國會幾乎全被土庫曼斯坦民主黨控制，2004年土庫曼斯坦選舉，土庫曼斯坦民主黨全票獲勝，估計76.9％的選民投了票。
- ：祖國之光是現今哈薩克斯坦共和國的執政黨和最大的政黨，擁有762000名黨員，現任黨主席努爾蘇丹·納扎爾巴耶夫同時也是哈薩克斯坦總統。
- ：卡里莫夫領導下，1991年至2007年間的烏茲別克斯坦人民民主黨及2007年至今的烏茲別克斯坦自由民主黨。
- ：塔吉克斯坦人民民主黨於總統埃莫馬利·拉赫蒙領導下自1994年起即是塔吉克斯坦的執政黨。
- ：新亞塞拜然黨是亞塞拜然的執政黨。它於1992年由蓋達爾·阿利耶夫創建。
- 亞美尼亞：亚美尼亚共和党从1998年到2018年是亚美尼亚执政党。在2018年亚美尼亚示威后举行的2018年亚美尼亚议会选举（英语：2018 Armenian parliamentary election）中下台，成为了在野党。
- ：格鲁吉亚公民联盟（英语：Union of Citizens of Georgia）自成立以来，一直是格鲁吉亚执政党，直到玫瑰革命后统一民族运动党上台为止。

### 歐洲
- 俄羅斯：弗拉基米尔·普京自1999年執政後，統一俄羅斯自2003年以來在國家杜馬維持絕對多數的地位。[15]2011年，統一俄羅斯和眾多俄羅斯非政府組織組成全俄人民陣線。2018年，俄羅斯政府事實上禁止反對派領袖阿列克謝·納瓦爾尼的政黨未來俄羅斯運作。
- 義大利：義大利天主教民主黨自1945年第二次世界大戰後一直主導該國的聯合政府，與多個現已解散中間偏左的政黨合作，包括民主社會黨、社會黨、自由黨和共和黨等，其中共和黨和社會黨曾出現兩任獲天主教民主黨支持的總理，而意大利共產黨一直是最大反對黨，但天主教民主黨和共產黨亦有閣外合作。直到1993年天民黨主導的聯合政府因連串貪腐醜聞而下台及解散。政黨其後重組，形成現時的三大政黨聯盟勢力（五星運動、北方聯盟/意大利力量黨的中右聯盟及民主黨領導中左聯盟）。
- 瑞典：瑞典社會民主工人黨（社民黨）自1914年一直是國會內最大的政黨。社民黨一直長期執政，在1921－1928年、1932－1976年、1982－1991年、1994－2006年、2014年至今維持執政地位，只在1928年至1932年、1976年至1982年、1991年至1994年、2006年至2014年間失去政權，成為在野黨。自2006年，社民黨的得票大幅下降，但仍然維持瑞典议会第一大黨地位。
- 挪威：工黨自1927年一直是國會內最大的政黨。為挪威二戰後主要政黨，1935－1965年，1971－1972年，1973－1981年，1986－1989年，1990－1997年，2000－2001年，2005－2013年為挪威執政黨。近年得票大幅下降，但仍然維持挪威议会第一大黨地位。
- 盧森堡：盧森堡基督教社會人民黨（CSV）早在其前身正確的黨時期便已經控制盧森堡自1917年以來一直是第一大黨及執政黨，除了1974年至1979年及2013年至今。只在1964年、1974年和2013年失去政權。
- 愛爾蘭：愛爾蘭共和黨由1932－2011年，一直是愛爾蘭下議院最大的第一政黨，1932－1948年，1951－1954年，1957－1973年，1977－1981年，1982年，1987－1994年，1997－2011年和2020年至今是愛爾蘭的執政黨，早期為少數黨政府，執政後期曾與工黨、綠黨及已解散的進步民主黨組建聯合政府。2016年起支持統一黨領導的少數黨政府。2020年與統一黨綠黨及組建聯合政府。
- 匈牙利：1922年至1944年間匈牙利王國時期的匈牙利統一黨。青年民主聯盟（Fidesz）於1998年至2002年，2010年至今是匈牙利的執政黨，在匈牙利國會擁有三分之二議席的絕對多數地位。
- 阿尔巴尼亚：1991年6月12日，阿爾巴尼亞勞動黨在民主化運動期間解散，改組為奉行資本主義和親歐盟政黨阿爾巴尼亞社會黨後，阿爾巴尼亞在總統選舉實現了多黨輪替政府，而總理間接選舉則以兩黨輪替為主，社會黨間斷地維持議會執政黨地位至今。（社會黨仅在1991年12月10日－1997年3月11日和2005年9月11日－2013年9月15日短暂失去总理一职；但社會黨在1992年4月6日至1997年7月24日和2002年7月24日至今長時間失去总统一职，僅在1997年7月24日－2002年7月24日取得總統一職）
- 蒙特內哥羅：1991年6月22日莫米尔·布拉托维奇将黑山共产主义者联盟改组成黑山社会主义者民主党后开始长期执政。在2020年8月30日首度失去国会控制权（英语：2020 Montenegrin parliamentary election），最終在2023年4月2日举行的黑山总统大选（英语：2023 Montenegrin presidential election）和2023年6月11日举行的黑山国会选举（英语：2023 Montenegrin parliamentary election）中双双敗選正式下台。
- 塞爾維亞：自2012年起联合执政至今的塞尔维亚前进党和塞尔维亚社会党。
- 南斯拉夫聯盟：2000年以前米洛舍維奇領導的塞爾維亞社會黨。

### 非洲
- 阿尔及利亚：民族解放陣線自1962年从法国独立后执政至今，只在1992年1月14日－1992年6月29日和1994年1月31日－1999年4月27日短暂沦为在野党。
- 苏丹：1998年至2019年間的全國大會黨，曾是蘇丹的執政黨，簡稱全國大（NCP），前身為蘇丹全國伊斯蘭陣線（NIF），由穆斯林兄弟會演變而成。1989年巴希爾发动軍事政變上台，NIF成為執政黨，蘇丹開始實行伊斯蘭教法，1998年改組為全國大會黨，直到2019年在政变中被推翻為止。
- 埃及：1978年至2011年間的埃及民族民主黨，在2011年的阿拉伯之春中被推翻。2012年穆斯林兄弟會的自由與正義黨成為議會的第一大黨上台執政，但在隔年又遭塞西上將发动政變推翻。
- 突尼西亞：1957年至2011年間的突尼西亞憲政民主聯盟。2011年阿拉伯之春茉莉花革命被推翻下台。
- 南蘇丹：南苏丹自2011年独立建国之后，一直由苏丹人民解放运动执政。
- 奈及利亞：奈及利亞人民民主黨於1999年至2015年間皆為該國執政黨。
- 安哥拉：安哥拉人民解放運動自1975年安哥拉獨立以來一直為執政黨。
- 喀麦隆：總統保羅·比亞所領導的喀麥隆人民民主聯盟（英语：Cameroon People's Democratic Movement）（RDPC）仍舊絕對主導著國會（在2007年7月舉行的國會大選中，該黨獲得了總共163席中的153席），這為國會通過符合他意志的法律奠定了基礎。
- ：由軍事領袖伊德里斯·德比長期領導的愛國拯救運動在1992年查德取消黨禁前是查德的唯一合法政黨。
- 刚果共和国：剛果勞動黨1970年至1991年為剛果人民共和國唯一合法政黨。1992年在多黨選舉中首次失利，成為反對黨。1997年10月剛果（布）內戰結束後，重新成為執政黨。
- 刚果民主共和国：約瑟夫·卡比拉於2002年創立的重建與民主人民黨（PPRD），自創黨以來即執政迄今。
- ：2000年至2010年間洛朗·巴博領導下的象牙海岸人民陣線。
- 赤道几内亚：赤道幾內亞民主黨在特奧多羅·奧比昂·恩圭馬·姆巴索戈領導下從1979年一直執政至今。
- 加彭：自加彭獨立以來，加彭民主黨一直掌握著政權，其領袖萊昂·姆巴和哈吉·奧馬爾·邦戈相繼擔任加彭總統。1990年之前是加彭唯一的合法政黨。在最近的2006年選舉中，加彭民主黨獲得了全部120個議席中的80個，占據絕對優勢。
- ：甘比亞人民進步黨於1994年以前曾為甘比亞之萬年執政黨。後來葉海亞·賈梅發動政變並領導愛國調整和建設聯盟（英语：Alliance for Patriotic Reorientation and Construction）自1996年一直執政至今，期間贏得了4次民主選舉。但在2016年的選舉中被反對黨聯盟的甘比亞聯合民主黨參選者阿達馬·巴羅擊敗，並將於2017年年初完成總統任期。
- 布吉納法索：1996年至2014年期間的布吉納法索爭取民主和進步大會（英语：Congress for Democracy and Progress）於龔保雷領導下長期執政直至被政變推翻為止。
- ：皮埃爾·恩庫倫齊扎領導的國家民主保衛委員會-保衛民主力量（CNDD-FDD）自2005年起執政迄今。
- 莫桑比克：莫三比克解放陣線黨成立於1962年，初名莫三比克解放陣線。1994年，該黨贏得了莫三比克首次多黨大選。此後多次大選，該黨均獲勝，使該黨一直保持著執政黨地位。
- 尚比亞：多黨民主運動於1991年到2001年間皆在國會中佔據絕對多數議席。創黨人弗雷德里克·奇盧巴於1991於民主選舉中勝出，終結了來自聯合民族獨立黨的肯尼思·卡翁達27年的統治。其後的兩任總統也都來自於該黨，於2011年在野。
- 卢旺达：盧安達愛國陣線是現在盧安達的執政黨，現任主席為盧安達總統保羅·卡加梅。在2003年9月30日舉行的最近一次立法選舉中，愛陣取得53個眾議院議席中的33席，現與其他黨派組成執政聯盟。
- 塞内加尔：塞內加爾社會黨自1960年至2000年間於該國長期執政。
- 塞舌尔：人民黨现为塞席爾的執政黨。該黨由弗朗斯-阿爾貝·勒內成立於1964年，初名塞席爾人民聯合黨，1977年勒內奪取塞席爾政權後成為執政黨，次年改名為塞席爾人民進步陣線。1977年至1993年間，塞席爾人民進步陣線是塞席爾唯一合法政黨。該黨原以社會主義為號召，1991年後不再以社會主義為綱領。2009年6月，該黨改為現名。
- 坦桑尼亚：革命黨為坦尚尼亞執政黨。成立於1977年2月5日，由原坦噶尼喀的坦噶尼喀非洲民族聯盟和桑給巴爾的非洲-設拉子黨合併而成，首任主席朱利葉斯·尼雷爾。成立後即為坦尚尼亞執政黨至今。
- 多哥：多哥人民联盟於納辛貝·埃亞德馬領導下自1969年即為多哥執政黨，2012年改組為共和聯盟持續執政迄今。
- 乌干达：全國抵抗運動在領導人約韋里·穆塞韋尼於1986年掌權前是叛軍全國抵抗軍的政治組織。2005年公民投票以前，烏干達以無政黨民主制進行選舉。各政黨的實力無法直觀比較，直至當年恢復多黨制，但全國抵抗運動仍把持著對議會的控制權，在議會選舉中得到289個議席中的205個。
- 衣索比亞：埃塞俄比亚人民革命民主阵线1991年起執政至2019年。[16]2019年12月1日，埃塞俄比亚人民革命民主阵线（埃革阵）解散，原埃革阵的四个成员党中的三个（阿姆哈拉民主党、奥罗莫民主党和南埃塞俄比亚人民民主运动）以及全部附随政党（阿法尔民族民主党、本尚古勒-古马兹人民民主团结阵线、埃塞俄比亚索马里人民民主党、甘贝拉人民民主运动和哈勒尔民族联盟）合并为繁荣党[17]。
- ：爭取進步人民聯盟1981年成為國內唯一合法政黨。1991年，由於不滿伊薩族長期一黨執政，北部阿法爾族起兵反抗哈桑·古萊德·阿普蒂敦，迫使其在次年宣布逐漸推行多黨制。1993年，在首次多黨大選中，阿普蒂敦獲得了60%以上的選票，連任總統成功。1999年，阿普蒂敦宣布任滿退休，將政權成功轉交給外甥兼親信伊斯梅爾·奧馬爾·蓋萊。
- ：波札那民主黨原名貝專納民主黨，波札那獨立後改現名。於1962年1月成立，獨立後該黨一直執政到在2024年博茨瓦纳大选中落敗[18]。
- 纳米比亚：领导獨立運動的主要力量西南非洲人民組織虽已放弃了其最初的指導思想馬克思主義，但仍然是納米比亞的最大政黨，創黨人即為首任總統薩姆·努喬馬。
- 羅德西亞→ 辛巴威：伊恩·史密斯時期的羅德西亞陣線實施白人至上的種族政治，長期把持國家政權；儘管辛巴威非洲民族聯盟—愛國陣線施行全國自由選舉活動，然而許多評論都認為該政黨仍然實施一黨專政，穆加貝長期維持專制獨裁統治。執政辛巴威非洲民族聯盟—愛國陣線及選舉委員會通過種票及各種舞弊手段，改變其選舉失利的結果。2017年穆加貝遭政變下台，其領導的執政黨仍持續執政。
- 南非→ 南非：在種族隔離時期，南非長期由國民黨把持政權；而自1994年種族隔離結束以來則一直由非洲人國民大會執政至今[19]。

### 美洲
- 加拿大：自1867年聯邦成立以來，加拿大自由黨在政壇的影響力一直十分豐厚，在20世紀期間更執政近69年，因此經常被稱為「加拿大的當然執政黨」。它也是交替統治加拿大的僅有兩個政黨之一（另一個是加拿大保守黨及其前身加拿大進步保守黨）。在1896年至1911年，1921年至1930年，1935年至1957年，1963年至1979年，1980年至1984年、1993年至2006年及2015年至今，加拿大自由黨是加拿大的執政黨。2011－2015年曾成為第三大黨。
- 墨西哥：革命制度黨從1929－年至2000年，連續執政達71年之久，2000年首次失去執政黨，直到2012年重新執政至2018年。[20]
- 巴西：國家革新聯盟於1965年至1979年間在巴西軍政府控制下佔有絕對的執政優勢。
- 玻利维亚：革命民族主義運動於1952－1964年間為玻利維亞執政黨。爭取社會主義運動2006－2019年為執政黨。
- 哥伦比亚：哥倫比亞自由黨於1863至1880年間於哥倫比亞長期執政。1900－1930年哥倫比亞保守黨曾經一黨獨大，1946年至1953年甚至在劳雷亚诺·戈麦斯的領導下實施威權統治。
- 阿根廷：國家自治黨（National Autonomist Party）於1874－1916年間在阿根廷長期執政。1946－1955年，1973－1976年，1989－1999年，2001－2015年及2019年至今，庇隆主義正義黨是阿根廷的執政黨，長期一黨獨大，但正義黨分裂為庇隆主義左派（基什內爾派）和右派。
- 乌拉圭：烏拉圭紅黨於1868年至1959年間長期執政。
- 薩爾瓦多：1913－1931年的國家民主黨、1931－1945年軍政府控制下的祖國黨、1945年至1948年的統一社會民主黨、1950－1960年的民主統一革命黨以及1962－1979年的國家調解黨。
- ：1861－1876年，1883－1888年，1895年，1934－1935年，1944－1947年間的厄瓜多保守黨（英语：Conservative Party (Ecuador)）、1895－1934年，1938－1944年，1961－1963年間的厄瓜多激進自由黨、1952－1956年，1960－1961年，1968年至1972年間的贝拉斯科主义全国联合会（西班牙语：Federación Nacional Velasquista）、2007年至今的主權祖國聯盟運動。
- 巴拉圭：巴拉圭紅黨於1880－1904年，1947－2008年和2013年至今長期執政。其中1947年至1962年為巴拉圭唯一合法政黨。
- 委內瑞拉：第五共和國運動於烏戈·查維茲的帶領下於1999年起執政至今，2007年該黨改組為委內瑞拉統一社會主義黨。
- 尼加拉瓜：尼加拉瓜國民自由黨於1937年至1979年間在索摩查家族領導下曾經長期執政直至被桑地諾民族解放陣線推翻。2006年奧蒂嘉再次當選總統以後，其領導的桑地諾民族解放陣線復長期執政至今。
- ：1933－1956年及1963－1975年間的宏都拉斯國民黨實施一黨威權統治，其他期間也曾經數度上台執政。
- ：1847－1871年的危地馬拉保守黨（英语：Conservative Party (Guatemala)）和1871年至1944年的危地馬拉自由黨（英语：Liberal Party (Guatemala)）相繼在拉斐爾·卡雷拉及其之後的保守派人士、自由派的胡斯托·魯菲諾·巴里奧斯、曼努埃爾·何塞·埃斯特拉達·卡夫雷拉和豪爾赫·烏維科等政治強人領導下實施威權統治。
- ：1932－1948年間特奥多罗·皮卡多·米查尔斯基領導下的哥斯大黎加國民共和黨（英语：National Republican Party (Costa Rica)）。
- ：華金·巴拉格爾領導下的基督教社會革命黨。
- 安地卡及巴布達：安提瓜工党於1960－1971年和1976－2004年間為該國之執政黨。另外，巴布達人民運動自1979年以來至今一直統治著巴布達島，並贏得了每一次選舉在國家眾議院的島上的席位。
- 巴哈马：巴哈馬進步自由党於1967－1992年和2002－2007年間為該國之執政黨。

### 大洋洲
- 萨摩亚：人權保護黨從1982年開始，除了1986年至1987年短暫失去政權之外，其餘時間均為薩摩亞的執政黨，直到2021年败选下台。